# كافاجليتو
كافاجليتو هي بلدية في مقاطعة نوفارا في المنطقة الإيطالية بيدمونت. تقع على بعد حوالي 90 كيلومترا (56 ميل) شمال شرق تورينو وحوالي 20 كيلومترا (12 ميل) شمال غرب نوفارا.
كافاجليتو تحد البلديات التالية: بارينغو، كافاليو داغونيا، فونتانيتو داغونيا، سونو، وفابريو داغوجنا.